# Myospila novaehebudae
Myospila novaehebudae är en tvåvingeart som beskrevs av John Richard Vockeroth 1972. Myospila novaehebudae ingår i släktet Myospila och familjen husflugor.
Artens utbredningsområde är Vanuatu. Inga underarter finns listade i Catalogue of Life.